# Епифиза (остеология)
Вижте пояснителната страница за други значения на Епифиза.
Епифиза (на гръцки: ἐπίφυσις) представлява заоблен, често удебелен край на тръбестата кост, участващ при формирането на ставните съчленения между костите. Съставните повърхности на крайната част на епифизата могат да бъдат изпъкнали (ставна глава) или вдлъбнати (ставна ямка).
Костната тъкан в областта на епифизата представлява гъбеста структура, която отвътре е обвита от плътен слой. Гъбестата структура на костта е изградена по начин, позволяващ разпределение на силите при движение на тялото. Под всяка епифиза се намира междинен дял, наречен метафиза. Той е изграден от делящи се клетки, които нарастват и постепенно вкостяват и така осигуряват израстването на костта по дължина. Под метафизата се намира същинската тръбеста част на костта, наречена диафиза. В дисталния си край всяка епифиза е покрита от хрущял, под който се намира субхондрална пластинка, богата на капиляри и нервни окончания.
Отвътре всяка от епифизите е изпълнена с червен костен мозък, произвеждащ еритроцити.